# Dobrodéievka
Dobrodéievka (en rus: Добродеевка) és un poble de l'óblast de Briansk, a Rússia, segons el cens del 2010 tenia 440 habitants. Pertany al districte de Zlinka.